# Riu Dyfi
El riu Dyfi (en gal·lès: Afon Dyfi) és un riu d'aproximadament 48 quilòmetres de llarg a Gal·les.
El seu gran estuari forma el límit entre els comtats de Gwynedd i Ceredigion, i els seus trams baixos s'han considerat històricament la frontera entre el nord i el sud de Gal·les.

## Nom
Avui dia l'ortografia gal·lesa Dyfi s'utilitza àmpliament a nivell local i pel govern gal·lès, Cyfoeth Naturiol Cymru i la BBC. Algunes entitats segueixen utilitzant l'ortografia anglicitzada de Dovey.

## Afluents
Els principals afluents del riu Dyfi són:
- Afon Leri a Ynyslas[13]
- Afon Clettwr al nord de Tre'r Ddol
- Nant y Gog a Eglwys Fach[12]
- Afon Einion entre Eglyws Fach i Glandyfi
- Afon Llyfnant a Glandyfi[13]
- North Dulas a Ffridd Gate[1]
- South Dulas a l'est de Machynlleth
- Afon Ceirig a Mathafarn
- Afon Twymyn aigües amunt de Glantwymyn
- Afon Angell a Aberangell
- Afon Cleifion a Mallwyd
- Afon Cerist a Dinas Mawddwy
- Afon Cywarch a Aber-Cywarch

## Pont de Dyfi
El pont de la carretera que creua el riu al nord de Machynlleth és una fita.

## Biosfera del Dyfi
La zona al voltant d'Aberystwyth i de la vall del Dyfi és coneguda com la biosfera de Dyfi (Biosffer Dyfi). Va ser designat per la UNESCO el 1978. Dins de la biosfera hi ha una sèrie d'Àrees Especials de Conservació i Llocs d'Especial Interès Científic (Cors Fochno, Coed Cwm Einion i Pen Llŷn a'r Sarnau).
El març de 2021, Cyfoeth Naturiol Cymru (CNC) va concedir a Montgomeryshire Wildlife Trust una llicència per alliberar fins a sis castors a la vall del Dyfi, el primer llançament oficial de castors a Gal·les.
L'estuari és conegut per les seves schorres.

## Lloc de rodatge
L'estuari de Dyfi es va utilitzar com a ubicació a la pel·lícula de Led Zeppelin de 1976 The Song Remains the Same. El segment de la pel·lícula és on Robert Plant desembarca en un vaixell, després del qual munta un cavall i es dirigeix cap al castell de Raglan. La cabana Bron-Yr-Aur de la banda es troba a la vora de Machynlleth.

## A la premsa
El 2022 Jim Perrin va publicar un assaig sobre el riu Dyfi a "Rivers of Wales" (Gwasg Garreg Gwalch).